# Moët Hennessy
Pour les articles homonymes, voir Hennessy (homonymie).
Moët Hennessy est une société holding constituant la branche « Vins & Spiritueux » du Groupe LVMH.
Moët Hennessy, à l'origine composé de Moët & Chandon et Hennessy, réunit plusieurs maisons et marques, comme Veuve Clicquot, Krug, Dom Pérignon, Ruinart ou encore Glenmorangie et Belvedere.

## Historique

### Origines
Richard Hennessy naît en 1724 dans une famille aristocratique irlandaise. Officier irlandais au service du roi de France Louis XV, il découvre la région de la Charente en 1745 peu après la bataille de Fontenoy et crée en 1765, la Maison Hennessy.
Moët & Chandon est une maison de Champagne fondée en 1743 et détenue aujourd'hui par le groupe Moët Hennessy. En 1971, la Maison Hennessy se rapproche des champagnes Moët & Chandon, pour fonder le groupe Moët Hennessy.
Moët & Chandon est le premier négociant manipulant de Champagne avec 1 190 hectares de vignoble possédés en propre et des achats de raisins sur près de 3 000 hectares, avec 12,5 millions de bouteilles vendues en 1971, 22,8 millions en 2011 et 65,6 millions vendues en 2017 dans le monde.

### 1987: la création de LVMH
En 1987, le groupe Moët Hennessy coté à la bourse de Paris et dirigé par les familles Hennessy et Chandon-Moët, se rapproche du groupe Louis Vuitton, lui-même dirigé par les descendants de la famille Vuitton, pour former le premier groupe de luxe au monde, LVMH, Moët Hennessy/Louis Vuitton.

### Histoire récente
En 2017, Colgin Cellars dans la Napa Valley rejoint les vignobles du groupe LVMH.
En 2017, Moët Hennessy a lancé au Royaume-Uni, aux États-Unis et en Allemagne une plateforme de commerce en ligne, Clos19, spécialisée dans les champagnes, vins et spiritueux de luxe du Groupe LVMH. Le site a été fermé en septembre 2024. 
En 2021, à Montaigu, près d'Épernay, le groupe inaugure le centre de recherche Robert-Jean-de-Vogüe. D'un coût de 30 millions d'euros, affichant une surface de 4000 m², il a pour objectif d'étudier le rapport des vignes au changement climatique et d'adapter en conséquence la production.
En 2023, le groupe Moët Hennessy annonce le rachat du Château Minuty, pour un montant estimé entre 350 et 450 millions d'euros.

## Crise et réorientation stratégique (2024–2025)
En mai 2025, The Financial Times a rapporté que Moët Hennessy avait traversé une importante crise financière et stratégique sous la direction de son ancien PDG Philippe Schaus. L’enquête faisait état d’un passage d’un excédent de trésorerie de plus d’un milliard d’euros en 2019 à une consommation nette d’environ 1,5 milliard d’euros en 2024. Le journal identifiait parmi les causes principales une série d’acquisitions totalisant plus de 2 milliards d’euros, une politique tarifaire agressive et des difficultés de gestion interne.
Dans un contexte de performance dégradée, Philippe Schaus a été remplacé en février 2025 par Jean-Jacques Guiony, directeur financier de LVMH. Alexandre Arnault a été nommé directeur général adjoint, avec pour mission de réévaluer certaines acquisitions récentes ainsi que les initiatives de vente directe au consommateur, dont plusieurs ont été jugées non rentables.
L’article évoquait également des tensions internes liées à une forte pression sur les marges malgré la baisse des ventes, ainsi qu’un climat peu favorable à la remise en question. Il soulignait enfin un manque de supervision du groupe LVMH à cette période, pointant une intervention limitée de sa direction exécutive

### Restructuration et tensions sociale
En mai 2025, Moët Hennessy annonce la suppression de 1 200 emplois sur les 9 400 que compte le groupe, soit 12 % de sa masse salariale, sans a priori de licenciement. Cela est notamment lié aux conflits commerciaux avec la Chine et les États-Unis sur les spiritueux et par une baisse de demande plus généralement.

## Liste des maisons
Moët Hennessy est constitué aujourd’hui de 25 maisons de :

### Champagne
- Moët & Chandon ;
- Dom Pérignon ;
- Veuve Clicquot ;
- Ruinart ;
- Krug ;
- Mercier ;
- Armand de Brignac (50 % des parts, l'autre partie restant la propriété du rappeur Jay-Z[10]).

### Cognac
Hennessy est une entreprise fondée en 1765 par Richard Hennessy, officier irlandais au service du roi de France. C'est le leader du cognac, présent dans 130 pays Hennessy vend 70 millions de bouteilles chaque année dans le monde et est la première marque française de vins et spiritueux en valeur dans le monde.

### Vin
Moët Hennessy possède une filiale regroupant des propriétés viticoles en France et à l'étranger : Estates & Wines. Cette filiale rassemble Cloudy Bay (Nouvelle Zélande dans la région de Marlborough), Terrazas de los Andes (Argentine, Mendoza), Cheval des Andes (Argentine, Mendoza), Newton Vineyards (États-Unis, Napa Valley), Numanthia (Espagne, Toro), Ao Yun (Chine, Yunnan) et Château du Galoupet en France (Provence).
Estates & Wines produit à Shangri-La, dans la région du Yunnan et à proximité de l’Himalaya un vin rouge chinois, à partir de merlot et de cabernet sauvignon (l’assemblage bordelais). Le vignoble se situe dans les montagnes, entre 2200 et 2600 mètres d’altitude et se divise en près de 320 parcelles.
Moët Hennessy produit également du vin pétillant, produit selon la méthode traditionnelle, à l'étranger : Chandon (décliné en Chine, en Inde, en Australie, aux États-Unis, au Brésil et en Argentine).
En France, les autres maisons de vin du groupe Moët Hennessy sont :
- Clos des Lambrays en Bourgogne (acquise en 2014)[15] ;
- Château Cheval Blanc à Saint Emilion ;
- Château d’Yquem à Sauternes.

### Spiritueux
- Belvedere[16] (Pologne, Mazovia) ;
- Ardbeg (Ecosse, île d'Islay) ;
- Glenmorangie (Ecosse, dans le Ross-shire) ;
- Volcan De Mi Tierra (Mexique, Tequila)[17] ;
- Woodinville Whiskey Company (USA, Washington)[18] ;
- Eminente, rhum cubain ;
- SirDavis, whisky (USA)

## Organisation
Le groupe Moët Hennessy est dirigé par Christophe Navarre à partir de 2001 puis par Philippe Schaus entre septembre 2017 et janvier 2025. 
Depuis février 2025, le Président-directeur général de Moët Hennessy est Jean-Jacques Guiony.